# L'impero dell'odio
L'impero dell'odio (Black Gold) è un film del 1963 diretto da Leslie H. Martinson.

## Trama
Durante il boom petrolifero dell'Oklahoma degli anni '20, un contadino scopre il petrolio e decide di unirsi a un amico ma finiscono per litigare, per gli stessi pozzi petroliferi e la stessa ragazza.